# Malyangkot
Malyangkot – gaun wikas samiti w zachodniej części Nepalu w strefie Gandaki w dystrykcie Syangja. Według nepalskiego spisu powszechnego z 2001 roku liczył on 1154 gospodarstw domowych i 5969 mieszkańców (3318 kobiet i 2651 mężczyzn).